# Legend of the Galactic Heroes
Legend of the Galactic Heroes (japonsky 銀河英雄伝説, Ginga eijú densecu, v doslovném překladu Legenda o galaktických hrdinech, často zkracováno fanoušky na LOGH neboli LOTGH), je série vědecko-fantastických románů od japonského spisovatele Jošikiho Tanaky. Podle těchto románů byla vytvořena jak manga, tak především série OVA o 110 hlavních dílech, dvou vedlejších sériích o celkem 52 dílech, dvou filmech o hodinové délce a jednom filmu o délce 90 minut. Byla také vytvořena strategická počítačová hra ve stylu Homeworldu. Manga, anime či hra nebyly oficiálně přeloženy do angličtiny a vydány v zahraničí. Romány byly v letech 2016-2019 vydány v angličtině nakladatelstvím Viz Media. Je to doposud nejdelší vydaná OVA série.

## Zápletka
Příběh se odehrává v 35. století, kdy již 150 let proti sobě stojí autokratická Galaktická říše (společensky připomínající Prusko 19. století) a demokratická Aliance svobodných planet. Mezi nimi stojí neutrální obchodní planeta Phezzan, která sice formálně patří k říši, nicméně prakticky je nezávislá a těží z konfliktu obou stran.
Na obou soupeřících stranách se na výsluní dostávají dva vojenští géniové. V říši nastupuje na scénu militantní vojevůdce Reinhard von Müsel, poháněn touhou osvobodit svou sestru, která byla donucena stát se konkubínou císaře. Postupem času chce nejen zničit dynastii Goldenbaumů, ale také porazit Alianci a sjednotit obydlený vesmír pod svojí vládou.
Naproti tomu v Alianci je další génius obdobné úrovně, Yang Wen-li. Jelikož původně se chtěl stát historikem, do armády vstoupil pouze kvůli penězům na studia. Díky svým schopnostem je rychle povýšen na pozici admirála a stává se hlavním protivníkem Reinharda, ač oba se vzájemně respektují.
Mimo hlavních hrdinů je děj plný velkým množstvím různých, pro příběh často významných postav politiků, vojáků i obyčejných civilistů. Do děje zasahuje i intrikářský vůdce Phezzanu, Adrian Rubinsky s fanatickým kultem Terraistů v pozadí.